# Нодаті
Нодаті (яп. 野太刀 — польовий меч) — японський термін, що відноситься до великого японського меча. Існує думка, що слово «нодаті» є близьким синонімом одаті (大太刀 «великий меч», «отаті ») і позначає дуже великий таті. Спочатку цей термін не позначав будь-який вид японського бойового меча дуже великих розмірів (дайто), такий, як таті, але в наш час часто (невірно) застосовується саме так.
Використовувався як зброя піхоти у бою; використання їх у приміщеннях чи інших обмежених просторах викликає певні труднощі. Основною причиною того, що використання таких мечів не було повсюдним, була складність виготовлення.
На відміну від інших японських мечів, таких, як катана та вакідзасі, які носили заткнутими за пояс, нодати (таті) через його великі розміри зазвичай носили за спиною лезом вниз, при цьому його не вихоплювали через спину - це неможливо зробити, тому що не вистачить довжини рук. Через свою велику довжину і вагу він був дуже складною зброєю.
Японський "таті" належить до мечів з почесним префіксом "O", що передбачає, що людина або об'єкт має особливе значення. У цьому випадку значення пов'язане з розміром меча (більше 3-х сяку (90,9 см) у довжину клинка (переважно 110-130 см) та руків'ям понад 40 см).
Одним із призначень нодаті була боротьба з вершниками. Часто він використовувався разом зі списом, тому що з довгим клинком був ідеальним для поразки супротивника та його коня одним махом. При вмілому використанні одним ударом нодаті можна було вразити одразу кількох ворожих солдатів. Через свою вагу нодаті не міг застосовуватися скрізь з легкістю і, як правило, відкидався, коли починався ближній бій, для якого самураї, як правило, застосовували коротшу та зручнішу катану.